# Jacques Jonathan Nyemb
Jacques Jonathan Nyemb est un avocat d'affaires camerounais inscrit au Barreau du Cameroun et précédemment inscrit au Barreau de Paris. Il exerce en qualité de Of Counsel au sein du Cabinet Nyemb à Douala, Cameroun.
Membre fondateur de l'African Business Lawyer's Club et de O.S.E.R. L'Afrique, il est également Président du Think and Do Tank The Okwelians, qu'il a co-fondé au Cameroun en 2020.

## Biographie

### Formation
Jacques Jonathan Nyemb est né le 25 juin 1987. Son père est avocat et sa mère est éducatrice. Il étudie au Cameroun jusqu'à la classe de seconde avant d'obtenir son baccalauréat avec mention bien en France. Il intègre l'Université Paris II - Panthéon Assas et y obtient un Master 2 Professionnel en Droit Bancaire et Financier dont il sort major de promotion. Il a également étudié à la London School of Economics où il obtient un Master of Laws. Il est également diplômé d'un Master in Public Administration de l'Université d'Harvard, obtenu en 2016.

### Carrière professionnelle
Jacques Jonathan Nyemb est admis aux Barreaux de Paris en 2011 et du Cameroun en 2017. Il commence sa carrière au sein du Cabinet Cleary Gottlieb Steen & Hamilton LLP avant de rejoindre le cabinet Nyemb, l'un des principaux cabinets d'affaires du Cameroun, fondé par son père Jacques Nyemb en 1996.
En juin 2019, il devient le plus jeune membre du conseil d'administration du Groupement Interpatronal du Cameroun (GICAM), principale organisation patronale au Cameroun créée en 1957. Il occupe le poste de porte-parole du président de l'organisation jusqu'en juillet 2023. Il préside également la taskforce "Initiative Bonne Gouvernance d’Entreprises" qui débouche, en mars 2023, sur la publication du premier Code de gouvernance des entreprises d'Afrique centrale, en partenariat avec l'Agence française de développement ,,.
De janvier 2022 à juillet 2023, il siège en qualité de représentant du GICAM au sein de la Commission Nationale de la Concurrence du Cameroun.
Avant cela, Jacques Jonathan Nyemb a également été le plus jeune expert d'une équipe formée par la Banque mondiale dont la mission était de réviser l'Acte Uniforme relatif au droit des sociétés de l'Organisation pour l'harmonisation en Afrique du droit des affaires (OHADA).
Depuis 2016, il enseigne la gouvernance d'entreprises à l'Université catholique d'Afrique centrale de Yaoundé,.
En juin 2022, il est choisi pour présider le premier Conseil pour le suivi des recommandations du nouveau sommet Afrique-France (CSRN). Créé à la suite du Nouveau Sommet Afrique-France de Montpellier, le CSRN ambitionne d'accélérer la refondation de la relation entre l'Afrique et l'Europe. À travers le CSRN, Jacques Jonathan Nyemb souhaite "redéfinir les relations entre l'Afrique et les anciennes puissances coloniales".

### Engagements personnels
Citoyen engagé, Jacques Jonathan Nyemb créé dès 2008 la Fondation Mackenzie en mémoire de sa grand mère, Nyemb Sipora, pour former et accompagner les femmes en milieu rural. En 2010, il lance O.S.E.R. L'Afrique, collectif d'associations de la diaspora dont le but est de fédérer la jeunesse africaine et de promouvoir l'engagement des jeunes africains du continent et de la diaspora. Par la suite, il co-fonde African Business Lawyers' Club, une initiative qui vise à promouvoir une meilleure pratique des affaires en Afrique.
En février 2020, il crée un Think Do Tank destiné à la promotion de l'innovation sociale appelé The Okwelians qui rassemble environ 500 personnes au Cameroun et dans la diaspora. L'ambition de l'organisation est de bâtir une communauté de leaders éthiques engagés pour la transformation durable du Cameroun,.

## Distinctions
Jacques Jonathan Nyemb est apparu dans le classement « 100 Legal Powerlist » du magazine Jeune Afrique en 2021. Ce classement récompense les avocats d'affaires les plus influents qui se sont distingués en Afrique francophone.